# Oberfranken

Huy hiệu của Oberfranken

Oberfranken là một tỉnh và cũng là một vùng hành chính của bang Bayern, ở miền Nam nước Đức. Nó là một phần của vùng Franken (xem thêm: Mittelfranken và Unterfranken). Tên Oberfranken, cũng tương tự như trong trường hợp Ober- và Niederbayern, đặt theo vị trí của nó với dòng sông Main (nó nằm ở thượng lưu, Unterfranken hạ lưu còn Mittelfranken nằm ở trung lưu). Lối đặt tên bắt đầu từ hiến pháp 1808 của vương quốc Bayern được viết bởi Công tước Montgelas, bắt chước theo kiểu nước Pháp, lấy dòng sông làm chuẩn.
Oberfranken nằm ở miền đông bắc của bang Bayern, có ranh giới với Sachsen, Thüringen, Unterfranken, Mittelfranken và Oberpfalz. Ngoài ra nó cũng có ranh giới với vùng hành chính Karlsbad (Karlovarský kraj) thuộc Cộng hòa Séc. Cơ sở hành chính của tỉnh và văn phòng của chủ tịch chính quyền vùng hành chính là Bayreuth.
Với hơn 200 hãng bia độc lập mà chế ra khoảng 1000 loại bia khác nhau, Oberfranken là một nơi có nhiều hãng bia nhất tính theo đầu người. Có một con đường hãng bia Franken (Fränkische Brauereistraße) chạy dọc theo những hãng bia được ưa chuộng.